# 莫里蘭丁 (加利福尼亞州)
莫里蘭丁（英語：Mowry Landing）是位於美國加利福尼亞州阿拉米達縣的一個非建制地區。該地的面積和人口皆未知。

## 地理
莫里蘭丁的座標為37°30′22″N 121°01′28″W / 37.50611°N 121.02444°W，而該地的平均海拔高度為3米（即10英尺）。